# Newtown Park
Der Newtown Park ist ein Fußballstadion in der schottischen Stadt Borrowstounness (kurz: Bo’ness), Falkirk. Es war die Heimspielstätte des Fußballvereins FC Bo’ness zwischen 1886 und 1945, als dieser in der Scottish Football League spielte. Seit 1945 ist es die Heimstätte des Nachfolgevereins Bo’ness United.

## Geschichte
Der im Jahr 1882 gegründete FC Bo’ness bezog vier Jahre später den Newtown Park. Auf der Südseite des Spielfelds wurde 1902 eine Tribüne errichtet und später eine weitere. Während des Ersten Weltkrieges wurden beide entfernt. Im Jahr 1921 wurde der Verein in die Division Two der Scottish Football League aufgenommen. Das erste SFL-Spiel im Newtown Park wurde am 27. August 1921 ausgetragen, als es gegen Broxburn United vor 4000 Zuschauern einen 3:1-Sieg gab. Einige Wochen später verzeichnete der Verein seinen höchsten Zuschauerbesuch in der Liga im Newtown Park, als 5000 Zuschauer einen 1:0-Sieg gegen den FC Armadale sahen. Der Newtown Park wurde später durch die Schaffung von Böschungen auf allen vier Seiten des Spielfelds und die Errichtung einer neuen Tribüne mit 500 Sitzplätzen ausgestattet. Die Rekordbesucherzahl im Newtown Park wurde am 5. März 1927 aufgestellt als 9000 Zuschauer ein Spiel in der vierten Runde des schottischen Pokals gegen Celtic Glasgow sahen, wobei die Gäste mit 5:2 gewannen. 1945 fusionierte Bo’ness mit Bo’ness Cadora zu Bo’ness United, wobei der neue Verein den Newtown Park übernahm. 2019 wurden Flutlichter und ein Kunstrasen installiert.